# 秋田県立秋田高等学校
秋田県立秋田高等学校（あきたけんりつあきたこうとうがっこう）は、秋田県秋田市に所在する県立高等学校。
通称は「秋高」（しゅうこう）。

## 概観
1873年（明治6年）に洋学校として設立され、旧学制下の中学校等を経て、戦後の学制改革で新制高等学校となった。
学校当局が「現存する高校の中では全国で4番目の歴史を持つ」と主張していたこともあった が、現在では学制公布以後の創立校に限定しても少なくとも8番目以降の創立であることが判明している。
旧農業専修科が秋田県立大曲農業高等学校、旧定時制課程が秋田県立秋田東高等学校にそれぞれ独立した（年表を参照）。
戦前、対外試合等の場で生徒が「矢留（やどめ）軍」と自称し、野球部等のユニフォームにも「YADOME」と記していた時期があるため、他の高校の校史や郷土史関係の資料には「矢留中学」と誤記されることがある。
自主自律の精神が尊重されており、生徒主体の行事運営をはじめ活発な生徒会活動が行われている ほか、昭和40年代から「応援の自由」「着帽の自由」「着装の自由」 等を実現してきた。

### 教育目標
- 学力の充実
- 品性の陶冶
- 心身の錬磨

### 教育方針
教育目標達成のため、
- これまで培ってきた当校の伝統的精神を生かし、全人的な人間の育成に努める。
- 生徒の自主性を尊重しつつ指導にあたり、学校を溌剌たる創造的な場とする。
- 職員・生徒・保護者がそれぞれの立場から理想の学校づくりに参加し、全校一体の教育体制を確立する。

## 沿革

### 略歴
創立は1873年（明治6年）9月1日。秋田町東根小屋町日新学校内に設置された洋学科（洋学校と称する）に始まる。太平学校中学科、同変則中学科、秋田県師範学校中学師範予備科を経て、1882年（明治15年）7月1日に秋田中学校として独立。さらに秋田尋常中学校、秋田県第一尋常中学校、秋田県第一中学校を経て、1901年（明治34年）7月に秋田県立秋田中学校。戦後の学制改革により1948年（昭和23年）4月1日、秋田県立秋田南高等学校となったが、1951年（昭和28年）4月1日に改称し、現在の校名に至る。

### 年表
- 1873年（明治6年）9月 - 秋田東根小屋町の日新学校内に洋学科を増設、洋学校として開校。
- 1874年（明治7年）5月 - 伝習学校と統合し太平学校と改称。校舎を秋田東根小屋町の旧藩校明徳館跡に新築。洋学校を中学科に改称し、中学科（洋学校の後身）と伝習科（伝習学校の後身）を併置。
- 1876年（明治9年）9月 - 中学科を変則中学科と改称。
- 1882年（明治15年）
  - 3月 - 太平学校を秋田県師範学校に改称。変則中学科を中学師範予備科に改称。
  - 7月 - 中学師範予備科を廃して秋田中学校と改称。
  - 9月 - 秋田中学校開校。
- 1886年（明治19年）8月 - 秋田尋常中学校と改称。
- 1893年（明治26年）
  - 1月 - 校章を三剣菱章に改定。
  - 4月 - 農業専修科を設置。
- 1895年（明治28年）4月 - 農業専修科が秋田県簡易農学校（現在の大曲農業高等学校）として分離独立。
- 1898年（明治31年）4月 - 秋田県第一尋常中学校と改称。
- 1899年（明治32年）4月 - 秋田県第一中学校と改称。
- 1901年（明治34年）7月 - 秋田県立秋田中学校と改称。
- 1916年（大正5年）5月 - 校旗制定。
- 1922年（大正11年）7月 - 校歌制定。
- 1936年（昭和11年）11月24日 - 秋田市東根小屋町から秋田市手形字深田（秋田県師範学校跡地）へ移転。
- 1945年（昭和20年）
  - 9月19日 - 米軍に校舎が接収され、秋田市寺内の帝国石油鉱手養成所（通称石油学校）を代用校舎とする[7]。
  - 12月5日 - 米軍に接収されていた校舎が焼失[8]。
  - 12月22日 - 仮校舎として秋田市長野町の旧兵舎へ移転[8][9]。
- 1946年（昭和21年）
  - 2月12日 - 中通小学校・築山小学校・牛島小学校・明徳小学校を1〜4各学年の代用校舎とする[7]。
  - 5月1日 - 秋田市長野町へ再移転する[8]。
- 1948年（昭和23年）
  - 4月 - 秋田県立秋田南高等学校と改称。夜間課程、通信制課程を併置。
  - 6月 - 定時制課程を併置。
- 1951年（昭和26年）4月 - 共学化。夜間課程を定時制課程に併合。
- 1953年（昭和28年）4月 - 秋田県立秋田高等学校と改称。
- 1962年（昭和37年）3月3日 - 秋田市手形字大松沢に移転。
- 1964年（昭和39年）4月 - 定時制課程が秋田東高等学校（現在の秋田県立秋田明徳館高等学校）として分離独立。
- 1968年（昭和43年）4月 - 理数科1学級設置。通信制課程を秋田東高校へ移管。
- 1971年（昭和46年）11月13日 - 着装自由化[10]。
- 1988年（昭和63年）4月 - 2学期制開始。
- 1998年（平成10年）4月 - 普通科・理数科くくり募集開始。
- 2011年（平成23年）9月28日 - 戦後の混乱で正式な卒業式を挙げられなかった1946年（昭和21年）3月の卒業生123名中11名に対し、65年ぶりに卒業証書が授与される[7]。

### 歴代校長
| 代数   | 氏名         | 在任期間                | 出身地 | 前職                            | 後職                                              | 備考               |
| ------ | ------------ | ----------------------- | ------ | ------------------------------- | ------------------------------------------------- | ------------------ |
| 初代   | 金子精一     | 1873.9.1 - 1875.2       | 群馬   | 大阪理学所少助教                |                                                   |                    |
| 第2代  | 頓野馬彦     | 1875.2 - 1878.2.26      | 山口   | 秋田県学務課長専任              | 兼補解除                                          | 秋田県学務課長兼務 |
| 第3代  | 青木保       | 1878.2.27 - 1879.1      | 岡山   | 太平学校副校長                  | 太政官調査局                                      |                    |
| 第4代  | 頓野馬彦     | 1879.1 - 1881.2         | 山口   | 秋田県学務課長専任              | 兼補解除                                          | 秋田県学務課長兼務 |
| 第5代  | 田中精一     | 1881.2 - 1882.3.9       | 新潟   |                                 |                                                   |                    |
| 第6代  | 頓野馬彦     | 1882.3.10 - 1883.2.16   | 山口   | 秋田県学務課長専任              | 山口県書記官                                      | 秋田県学務課長兼務 |
|        | 森可次       | 1883.2.17 - 1883.10.31  | 青森   | 秋田中学校一等教諭              | 心得解除                                          | 学校長心得         |
| 第7代  | 関藤成緒     | 1883.11.1 - 1887.3.9    | 東京   | 文部省報告局兼普通学務局        | 宮内省図書寮御系譜課                              | 秋田師範学校長兼務 |
| 第8代  | 多田政固     | 1887.3.10 - 1887.11     |        |                                 |                                                   |                    |
|        | 尾泉良太郎   | 1887.11 - 1888.5.6      | 山形   |                                 |                                                   | 学校長心得         |
| 第9代  | 松田晋斎     | 1888.5.7 - 1890.4.7     | 愛媛   |                                 |                                                   |                    |
|        | 尾泉良太郎   | 1890.4.8 - 1890.6.9     | 山形   |                                 |                                                   | 学校長心得         |
| 第10代 | 山本宣喚     | 1890.6.10 - 1892.11.3   | 静岡   |                                 |                                                   |                    |
|        | 杉谷佐五郎   | 1892.11.4 - 1893.1.18   | 東京   |                                 |                                                   | 学校長心得         |
| 第11代 | 戸澤鼎       | 1893.1.19 - 1895.9.23   | 長野   |                                 |                                                   |                    |
| 第12代 | 杉谷佐五郎   | 1895.9.24 - 1898.11.11  | 東京   |                                 | 退職→京北中学校教頭                               |                    |
|        | 緒方三之助   | 1898.11.12 - 1898.12.27 | 鹿児島 |                                 |                                                   | 学校長心得         |
| 第13代 | 武田安之介   | 1898.12.28 - 1903.12.13 | 広島   |                                 | 函館中学校校長                                    |                    |
| 第14代 | 添田飛雄太郎 | 1903.12.14 - 1907.3.24  | 秋田   | 早稲田大学講師                  | 退職                                              |                    |
| 第15代 | 太田達人     | 1907.3.25 - 1910.9.12   | 岩手   | 京師大学堂副教習                | 横手中学校校長                                    |                    |
| 第16代 | 湯目補隆     | 1910.9.13 - 1912.10.1   | 宮城   |                                 | 退職                                              |                    |
| 第17代 | 児玉實徳     | 1912.10.2 - 1915.9.1    | 宮城   | 佐世保中学校校長                | 高知県立第一中学校校長                            |                    |
|        | 濱武元次     | 1915.9.2 - 1915.10.17   | 長崎   | 秋田中学校首席教諭              | 事取解除                                          | 学校長事務取扱     |
| 第18代 | 安岡又三郎   | 1915.10.18 - 1919.4.24  | 高知   | 安積中学校校長                  | 高田中学校校長                                    |                    |
| 第19代 | 鈴木保臣     | 1919.4.25 - 1919.10.11  | 三重   | 秋田高等女学校校長              | （在任中病没）                                    |                    |
|        | 久保芳之助   | 1919.10.12 - 1920.1.12  | 京都   | 秋田中学校首席教諭              | 事取解除                                          | 学校長事務取扱     |
| 第20代 | 三澤力太郎   | 1920.1.13 - 1924.3.30   | 長野   | 伊丹中学校校長                  | 退職                                              |                    |
| 第21代 | 西居霊證     | 1924.3.31 - 1929.8.30   | 大阪   | 大阪市立児童相談所長            | 退職                                              |                    |
| 第22代 | 小松重造     | 1929.8.31 - 1932.3.30   | 山形   | 大館中学校校長                  |                                                   |                    |
| 第23代 | 小野襄       | 1932.3.31 - 1934.6.27   | 青森   |                                 | 秋田県立秋田図書館館長                            |                    |
| 第24代 | 玉木正行     | 1934.6.28 - 1946.11     | 山口   | 能代中学校校長                  | 退職                                              |                    |
| 第25代 | 中川秀松     | 1946.11 - 1951.3.31     | 秋田   | 秋田高等女学校校長              | 角館高校長                                        | 在任中学制改革     |
| 第26代 | 高橋一郎     | 1951.4.1 - 1956.7.1     | 秋田   | 横手美入野高校長                |                                                   |                    |
|        | 長南健也     | 1956.7.2 - 1956.7.10    | 山形   | 秋田高教頭                      | 事取解除                                          | 学校長事務取扱     |
| 第27代 | 村岡一郎*    | 1956.7.11 - 1963.3.31   | 秋田   | 藤里村長                        | 秋田県教育研究所長                                |                    |
| 第28代 | 鈴木健次郎*  | 1963.4.1 - 1967.3.31    | 秋田   | 日本教育テレビ                  | 退職                                              |                    |
| 第29代 | 山本一       | 1967.4.1 - 1970.3.31    | 千葉   | 秋田南高校長                    | 退職→秋田経大附高校長                             |                    |
| 第30代 | 菊地俊一     | 1970.4.1 - 1975.3.31    | 岩手   | 秋田県教育次長                  | 退職                                              |                    |
| 第31代 | 小田島邦夫   | 1975.4.1 - 1980.3.31    | 秋田   | 秋田県教育センター所長          | 退職                                              |                    |
| 第32代 | 秋山光雄     | 1980.4.1 - 1985.3.31    | 秋田   | 秋田県教育庁主幹                | 退職→秋田経法大附高校長                           |                    |
| 第33代 | 畑澤潤一     | 1985.4.1 - 1987.3.31    | 秋田   | 秋田県教育庁主幹 兼高校教育課長 | 退職                                              |                    |
| 第34代 | 榊田清       | 1987.4.1 - 1988.3.31    | 秋田   | 大館鳳鳴高校長                  | 退職                                              |                    |
| 第35代 | 室田弘*      | 1988.4.1 - 1993.3.31    | 秋田   | 角館南高校長                    | 退職                                              |                    |
| 第36代 | 椎名光雄     | 1993.4.1 - 1995.3.31    | 秋田   | 能代高校長                      | 退職                                              |                    |
| 第37代 | 松岡正樹*    | 1995.4.1 - 1997.3.31    | 秋田   | 能代工高校長                    | 退職                                              |                    |
| 第38代 | 池田好道*    | 1997.4.1 - 2000.3.31    | 秋田   |                                 | 退職→秋田経法大附高校長                           |                    |
| 第39代 | 高橋幸臣     | 2000.4.1 - 2003.3.31    | 秋田   |                                 |                                                   |                    |
| 第40代 | 菅原洋*      | 2003.4.1 - 2006.3.31    | 秋田   |                                 | 退職                                              |                    |
| 第41代 | 柴田義弘*    | 2006.4.1 - 2008.3.31    | 秋田   | 横手高校長                      | 退職                                              |                    |
| 第42代 | 菊谷一*      | 2008.4.1 - 2011.3.31    | 秋田   | 秋田県教育次長                  | 退職                                              |                    |
| 第43代 | 高橋貢*      | 2011.4.1 - 2014.3.31    | 秋田   | 湯沢高校長                      | 退職→秋田県立図書館長                             |                    |
| 第44代 | 伊藤成年*    | 2014.4.1 - 2016.3.31    | 秋田   | 秋田県総合教育センター所長      | 退職                                              |                    |
| 第45代 | 安田浩幸*    | 2016.4.1 - 2020.3.31    | 秋田   | 秋田県教育庁高校教育課長        | 秋田県教育委員会教育長                            |                    |
| 第46代 | 渡部克宏*    | 2020.4.1 - 2022.3.31    | 秋田   | 秋田県教育庁教育次長            | 退職→秋田県公安委員会委員                         |                    |
| 第47代 | 柘植敏朗     | 2022.4.1 - 2025.3.31    | 秋田   | 五城目高校長                    | 退職→秋田大学大学院教育学研究科 教職実践専攻 教授 |                    |
| 第48代 | 庫山徹       | 2025.4.1 -              | 秋田   | 横手清陵学院高校長              |                                                   |                    |

- 第15代太田達人は大学予備門時代の夏目漱石の学友。1915年（大正4年）学校長事務取扱濱武元次は五高生徒時代、夏目漱石に師事。
太田の在任中、戦艦三笠が土崎港沖に錨泊した折、これを観艦しようとボート部員10名が短艇で三笠に向かう途中、激浪に洗われ転覆、このうち3名が溺死する事故があった。太田はこの責を負い更迭された。なお、三笠は日本海海戦時の聯合艦隊旗艦。日本海海戦当時は、大学予備門で太田の同期であった秋山真之が第一艦隊先任参謀として三笠に乗艦していた。
- 第16代湯目補隆は、仙台一中「明治二十九年事件」の当事者。
- 第28代鈴木健次郎は、文部省、福岡県教育委員会、日本教育テレビを経て秋田高校に招聘された熱心な社会教育活動家。文部省時代は公民館制度創出にたずさわり「公民館運動の父」（または単に「公民館の父」）と呼ばれた。秋田高校赴任後は多くの生徒に影響を与え、特に、鈴木がしばしば用いた「汝何のためにそこにありや」という訓戒は、鈴木の後輩教師やその当時教え子であった教師たちを通じて、今日にも伝えられている。

## 基礎データ

### 所在地
- 秋田市手形字中台1番地（1962年（昭和37年）3月3日以降）。

校舎は秋田市街を見下ろす高台に位置する。校舎の裏山は太平山より連なる森であり、校舎付近にカモシカ、クマが出没することもある。

### 交通
- JR秋田駅より徒歩30分
- 秋田中央交通手形山経由大学病院線大松沢バス停より徒歩5分
- 排気量50ccを超える車輌による通学は禁止されている。

### 象徴

#### スクールカラー
- 紫。

校旗や運動部ユニフォーム等にこの色が採用されている。

#### 徽章
- 1883年（明治16年）から中学校の「中」の字を単純図案化したものを徽章としていたが、1893年（明治26年）、三菱にローマ字のY字形を組み合わせた形の「三剣菱章」に改定された。意味は「智、徳、体の三育に型どり、稜星にして剣形は之を貫徹せしむ」とされている[16]。

#### 校旗
- 1915年（大正4年）、校旗初制定。旗地は塩瀬猩々緋、周囲の房は白絹糸。中央徽章は金糸縫。2本の条線は白絹糸。
- 1945年（昭和20年）、上記校旗、進駐軍宿舎として接収されていた校舎の焼失と共に焼失。
- 1955年（昭和30年）、新校旗樹立。紫を地に、中央に金糸刺繍の三剣菱章、地布の外側を金糸モールで囲んだもの。2本の条線はない。

#### 制服・制帽
- 概観・沿革に記したとおり、いずれも着装・着用は義務づけられていない。

男子
黒の学生服に所定のボタン（徽章を浮き彫りにした燻し金色の丸形ボタン）を付けたもの。衿の学年章、学級章は廃止。学校章（徽章）の佩用は任意。また制帽が存在し、所定の学生帽に2本の白線と徽章を付けたものとなっている。
女子
セーラー型紺色ツーピース。衿と胸当てに灰色綿テープをつけ、上衣は前あき、3つボタン、スカートは前後3本のまわりひだにステッチを掛けたもの。夏季は上衣の身頃と袖を白シャークスキンとしたもの。制帽は存在しない。

#### 校歌・応援歌等
- 歌い継がれているもの[11]
  - 校歌（作詞：土井晩翠、作曲：梁田貞）
  - 秋高賛歌（秋高創立100周年記念制定）
  - 副歌
  - 校友会歌（作詞：古村精一郎、作曲：山田耕筰）
  - 矢留軍の歌
  - 秋高堅陣の歌（作詞：伊藤裕、作曲：小田島次郎）
  - 野球部歌
  - ボート部歌（作詞：古村精一郎）
  - 庭球部歌＜その一＞
  - 庭球部歌＜その二＞
  - ラグビー部歌
  - 凱歌＜その一＞
  - 凱歌＜その二＞
  - 応援団歌
  - 秋高剣道部歌（作詞作曲：高田充男）
  - 秋高音頭（作詞：伊藤裕、作曲：佐々木竹治、振付：藤蔭清枝）
- かつては存在したが既に生徒によって歌い継がれてはいないもの[11]
  - 野球応援歌（やじうた）
  - 秋高応援歌（作詞：後藤毅、作曲：佐々木竹治、創立90周年記念制定）

#### 応援団旗
- 紫を地に、中央に白抜きの三剣菱章を用いたものが使用されている。

## 教育・制度

### 教育課程
- 全日制課程
  - 普通科（1年生は全員が普通科で芸術・武道の選択科目以外にカリキュラムの差はなく、2・3年生は文系と理系のコースに分かれる）
  - 理数科（1クラス。2・3年生のみ）

2・3年生においては、普通科文系コース、普通科理系コース、理数科それぞれでカリキュラムが異なる。理数科は普通科理系コースと比べても理数科目の単位数が多く、また体験的・主体的学習を主眼とした「理数セミナー」科目が設けられている。1968年（昭和43年度）の理数科創設以来、普通科と理数科は入学試験の時点から別々に募集していたが、1998年（平成10年度）からは両科を一括して募集し、1年時に行われる文系・理系のコース選択希望調査の際に理数科希望者を募り、2年生へ進級する際に普通科と理数科に分かれる「くくり募集」形式へと変わった。この制度移行の関係上、1998年（平成10年度）入学者は推薦入試が実施されていない（推薦入試は翌年から復活し、現在は後述の前期選抜の形式をとっている）。

### 学年度・学期・日課
- 学年度は4月1日から翌年の3月31日まで。教務、事務、人事、経理・会計、学校行事等は基本的に学年度を単位として組成されている。
- 学年度を前後期に分ける2学期制を採用している。そのため、9月末から10月初旬にかけて数日間の「秋休み（秋季休暇）」が存在する。
- 授業は45分7コマ制。水曜日のみ、6コマ目と７コマ目は５０分。

### 学区
- 全県1学区。
- 学制改革直後から2004年（平成16年度）まで実施されていた学区制期間中は、県北・県央・県南の3学区のうちの県央学区であった。

### 定員
- 特色選抜 28名
- 一般選抜 247名
- 後期選抜 0名

（2012年（平成22年度）入学生から）
1999年（平成11年度）までは一学年400名、全校生徒1200名を超えていたが、少子化に伴う全県的な中学生徒数減少の影響から、定員は削減傾向にある。2011年（平成23年）7月、秋田県教育庁高校教育課が、2012年度に秋田高等学校普通科の学級を1つ削減すると発表。

### 単位取得、進級及び卒業の認定方式
各科目の単位取得認定
定期考査成績、レポート等を総合して認定される。以下の場合は単位取得認定されない。
- 当該科目の成績が甚だしく不良の場合。
- 当該科目の欠課時数が多い場合。

進級認定
学年末において教育課程の履修成果が満足できると認められた場合、認定される。以下の場合は進級認定されず、留級となる。
- 過年度を含めて、単位取得すべき科目のうち3科目以上の単位を未取得の場合。
- 欠席日数が出席すべき日数の3分の1を超えた場合。
- 欠課時数が多い場合。

卒業認定
最終学年末において教育課程の履修成果が満足できると認められた場合、認定される。最終学年単年度に関して上記進級認定の方式が準用されるほか、以下の場合も卒業認定されず、最終学年留級となる。
- 所定の必須科目の単位を未取得の場合。
- 所定の総単位数を取得できていない場合。

## 学校生活

### 学校行事
- 秋高三大行事[19]
  - 運動会
毎年4月の後半に行われる体育祭。公開。入学時に決められた「紫雲隊（しうんたい）」「赤雲隊（せきうんたい）」「黄雲隊（おううんたい）」「白雲隊（はくうんたい）」の「四雲隊」（1年次に決定され、3年間変わらない）に分かれ、4軍対抗戦の形式で行われる。徒競走・騎馬戦・棒倒しなどのほか、チアリーダーの応援演技や教諭による教員対抗リレーなどの競技もある。
  - 秋高祭
毎年7月上旬に2日間に渡り行われている文化祭。公開。全校生徒が部門に分かれて「開祭」「夜祭」の企画や出店、展示などを行う。昭和30年代からクラス毎にテーマを決めて造形で表現し、その出来を競うクラスデコレーションを実施してきたが、2010年（平成22年）は、世相風刺に特化したクラスサタイア(class satire)に変更された。クラスサタイアは来場者や在校生などの投票により順位が決められ、その順位が後述する学級対抗の組み合わせ抽選の抽選順となる。また、1974年（昭和49年）から校舎正面に「大看板」（生徒の描いた美術の中に当年の秋高祭テーマを入れ込んだ、縦3間半、横7間半の大きさの看板）を設置するのを通例としていたが、安全上の観点から2008年（平成20年）より同様の大きさ、同様の意匠の垂れ幕に変更された。
  - 学級対抗
毎年8月下旬に行われるスポーツ大会。非公開。クラス対抗戦の形式で野球やサッカーなど多種目の競技[20] を行い、すべての競技の結果を合計・平均した総合成績が出される。なお、出場種目が早期に全て敗退したクラスは通常授業を行う。
- その他
  - 対面式（4月）
  - 応援歌練習（4月）
  - 外部講師講演会
    - 講演を行った外部講師一覧（氏名右上に*印を付したものはこの学校の出身者。括弧内の但書は講演当時のもの）[11]
      - 1910年（明治43年） 上村彦之丞（海軍中将・第一艦隊司令長官）
      - 1926年（大正15年） 町田忠治*（農林大臣）
      - 1929年（昭和4年） 町田忠治*（農林大臣）、田中隆三*（文部大臣）
      - 1941年（昭和16年） 上村清太郎*（予備役陸軍中将）
      - 1951年（昭和26年） 天野貞祐（文部大臣）、菊池栄一*（東京大学教授）、須磨弥吉郎*（外交評論家）、大原儀作（東北大学教授）
      - 1952年（昭和27年） 小原国芳（玉川大学学長）、菅野力夫（探検家）
      - 1953年（昭和28年） 成瀬正男（東北大学教授）
      - 1954年（昭和29年） 多田等観*、富木謙治（早稲田大学柔道師範）
      - 1955年（昭和30年） 島田謹二（東京大学教授）、須磨弥吉郎*（代議士）
      - 1956年（昭和31年） 横田喜三郎（東京大学教授）、湯沢幸吉郎*（早稲田大学教授）
      - 1957年（昭和32年） 中村常次郎（東京大学教授）、須磨弥吉郎*、糸川英夫（東京大学教授）、佐々木義武*（科学技術庁原子力局長）、山本時男*（名古屋大学教授）、天野貞祐
      - 1958年（昭和33年） 湯川秀樹（京都大学教授）、中山善三郎*、茅誠司（東京大学学長）、青柳安誠*（京都大学名誉教授）
      - 1959年（昭和34年） 林恵鏡、飯塚重蔵（國學院大學教授）、今泉忠義（國學院大學教授）
      - 1960年（昭和35年） 山本時男*（名古屋大学教授）
      - 1962年（昭和37年） 小竹文夫（東京教育大学教授）、原勝、邱永漢
      - 1964年（昭和39年） 小川芳男（東京外国語大学学長）
      - 1966年（昭和41年） 臼井吉見（文芸評論家）、多田等観*
      - 1967年（昭和42年） 茅誠司
      - 1968年（昭和43年） 佐古純一郎
      - 1970年（昭和45年） 島崎敏樹
      - 2005年（平成17年） 中嶋嶺雄（国際教養大学学長）、阿部信泰*（軍縮担当国連事務次長）、小林昶（弁護士）、吉本高志*（東北大学総長）
      - 2006年（平成18年） 橋本五郎*（読売新聞編集委員）
      - 2007年（平成19年） 工藤進英*
      - 2008年（平成20年） 安藤忠雄（建築家）
      - 2012年（平成24年） 草野剛*（社会起業家）

  - フィールドワーク（10月）
1996年（平成8年）以前は2年生時に京阪神方面への普通の修学旅行が行われていたが、1997年（平成9年）頃より数年間フィールドワークに旅行形態が変更された時期があった。フィールドワークでは、そもそも参加・不参加が自由であった。参加する生徒は、北海道・東京・京都・大阪・長崎・沖縄などの複数選択肢から行き先を選択し、行き先ごとで幾つかのグループに分けられる。教師は引率するものの、生徒はグループごとにあらかじめ提出し、許可されたプランの範囲内での自由行動が可能であった（服装も高校生として常識の範疇の限り、個人の自由であった）。夜の食事も自由。しかし、2001年（平成13年）頃より学校長の交代による方針の変更で、1996年（平成8年）以前の形式に戻された。
  - 卒業記念祭（2月）

### 部活動・同好会活動
クラブ（運動部または文化部）設立のためには生徒会員20名以上の連署による発議及び生徒総会による承認が必要。一方、同好会の設立は届出制で、クラブの設立よりは容易だが生徒会予算から予算を獲得することができない。

#### 運動部
- 硬式野球（創設時期に関しては諸説あり[21]）
第1回全国中等学校優勝野球大会（全国高等学校野球選手権大会〈夏の甲子園〉の前身）で準優勝、第47回全国高等学校野球選手権大会ではベスト4の成績をあげている。また、県内では全国大会出場トップクラスの回数（19回）を誇る。
- 軟式野球（1947年（昭和22年）創部）
- テニス（1962年（昭和37年）創部）
- ソフトテニス（1900年（明治33年）頃校友会体育部庭球科として創設）
- ラグビー（1924年（大正13年）全員が陸上競技部と掛け持ちという形で陸上競技部内に創部）
全国高校選手権に通算6度出場、うち2度ベスト4へ進出している。
- サッカー（1900年（明治33年）頃校友会体育部脚球科として創設）
- バレーボール
- バスケットボール
1936年（昭和11年）日本バスケットボール協会主催全日本中等学校バスケットボール選手権大会中学校の部優勝。
- 卓球（1946年（昭和21年）創部）
卒業生に元世界チャンピオンの木村興治がいる。
- 弓道（1958年（昭和33年）創部）
- 山岳
2003年（平成15年）、2004年（平成16年）及び2010年（平成22年）の全国高等学校総合体育大会において準優勝を経験している。
- ボート（1900年（明治33年）校友会体育部漕艇科として創設）
- 柔道（1892年（明治25年）校友会体育部柔術科として創設）
1931年（昭和6年）東京高等師範学校主催全国中等学校柔道大会優勝。1938年（昭和13年）全国中等学校柔道選手権大会準優勝。
- 剣道（1892年（明治25年）校友会体育部剣道科として創設）
全国高等学校総合体育大会において2度の優勝を経験している。
- 陸上競技
- バドミントン（1951年（昭和26年）創部）
- 水泳
- スキー（1900年（明治33年）頃校友会体育部雪艇科として創設、手形山スキー場を主場とした）

#### 文化部
- 演劇（1951年（昭和26年）創部）
- 文芸（1947年（昭和22年）創部）
全国高等学校総合文化祭への出場経験がある。年1回機関誌「琢磨」（1948年（昭和23年）創刊）を発行する。
- 合唱（1950年（昭和25年）創部）
- 書道（1949年（昭和24年）創部）
- 美術（1948年（昭和23年）創部）
全国高等学校総合文化祭への出品経験がある。
- 外語（1947年（昭和22年）創部）
- 物理（1949年（昭和24年）創部）
かつて機関誌「物理研究」を発行していた。
- 化学（1947年（昭和22年）創部）
年1回機関誌「ION」（1952年（昭和27年）創刊）を発行する。
- 生物（1949年（昭和24年）創部）
かつて機関誌「ばっけ」（1950年（昭和25年）創刊）を発行していた。
- 地学（1947年（昭和22年）創部）
年1回機関誌「シリウス」（1952年（昭和27年）創刊）を発行する。
- 社会（1948年（昭和23年）創部）
年1回機関誌「南暁」（1948年（昭和23年）創刊）を発行する。
- 吹奏楽（1932年（昭和7年）創設）
- 写真（1949年（昭和24年）創部）
全国高等学校総合文化祭への出品経験がある。
- 茶道（1974年（昭和49年）創部）
- 囲碁
全国高等学校総合文化祭への出場経験がある。
- 将棋
全国高等学校総合文化祭への出場経験がある。
- 放送
- 新聞

#### 同好会
| - ダンス - フットサル - バレーボール（女子） - クイズ研究 - 数学 - eスポーツ | - 軽音楽 - ジャグリング - クッキング - 手芸 - 映画 - 少林寺拳法 |

これらのクラブ・同好会のうち、現在活動がされず事実上の休部状態にあるものもある。

### 生徒会活動
原則として在校の全生徒が生徒会 に所属し、生徒会費納入の義務を負う。生徒会はその最高規範である生徒会会則 に基づき活動する。生徒会の運営機構はおおよそ以下のとおり。
- 生徒総会
全生徒会員（すなわち全校生徒）により構成される第一院であり、最高議決機関。総務の提出する予算案や行事案、その他学校生活上の重要案件等に関する議論・議決及び決算の承認などを行う。
- 評議委員会
生徒会役員、各クラス委員長[24]、常置委員会代表（6名）、運動部委員会代表（2名）、 文化部委員会代表（2名）により構成される第二院。総務や常置委員会の活動報告・質疑応答、各種委員会委員の指名や承認等を行う。総会の代行議決機関でもある。委員会内で議長団（議長、副議長）が互選され、この議長団がそのまま生徒総会の議長団となる。
- 生徒会総務
一般にいう生徒会執行部。選挙により選任された生徒会役員（生徒会長、副会長（2名）、書記長、会計長）及び書記長により任命された書記（2名）、会計長により任命された会計（2名）により構成される[25]。
- 会計監査委員会
選挙により選任された3名の会計監査委員によって構成される。生徒会会計全般に渡り、年度末または任意の時点で監査を行う。
- 選挙管理委員会
評議委員会議長が評議委員会の承認を得て全生徒会員の中から任命した5名の選挙管理委員によって構成される。生徒会における選挙、リコール、辞任に関するすべての事務を最高の権限をもって企画・施行する。
- 常置委員会
厚生、図書、風紀、視聴覚、学年部、進路の各委員会で構成される。総会と評議委員会の議決事項に基づき活動する運営機関。それぞれの委員会に各クラスから1名ずつ委員[24] が選出される。図書委員会は、図書部と共同で図書館報「たろんぺ」を発行している。進路委員会は、進路指導部と共同で進路資料「北雄」、進路の手引き「先蹤」を発行している。
- 応援特別委員会
一般にいう応援団（幹部）。応援形式の企画・検討、応援に関する広報を行い、壮行会や運動部の対外試合などで先頭に立って応援をする[26]。また、4月には新入生に校歌や応援歌を教える「応援歌練習」を実施する。公募に応募し評議委員会により承認された生徒によって構成される[27]。
- 放送委員会
選挙により選任された放送委員5名によって構成される。校内放送や諸行事・諸会議での映像音響管理・映像音響設備管理に関する企画・施行にあたる。
  - 放送委員会事務局
放送委員及び放送委員が委託した若干名によって構成される。放送委員会の企画の実行に従事する。

NHK杯全国高校放送コンテスト、全国高等学校総合文化祭への出場経験がある。
- 新聞委員会
選挙により選任された新聞委員5名によって構成される。年6回以上「秋田高新聞」（「秋南高新聞」として1948年（昭和23年）創刊。1953年（昭和28年）、校名変更に伴い紙名変更）を発行する。全国高等学校総合文化祭への出場経験がある。
- クラブ委員会
  - 運動部委員会
各運動部1名ずつの代表によって構成される。
  - 文化部委員会
各文化部1名ずつの代表によって構成される[28]。
- 予算委員会
予算案策定時のみ組織される生徒会会則機関であり、生徒会役員、運動部委員会代表（3名）、文化部委員会代表（3名）によって構成される。議長は生徒会長。この委員会で策定された予算案が総務原案として総会に提出される。
- 羽城編集委員会
年度末の発行に向けて生徒会誌「羽城」（「校友会誌」として1893年（明治26年）創刊。1907年（明治40年）「羽城」へ誌名変更[29]）の編集を行う臨時委員会[30]。1・2年生各クラスから委員が選出される。
- 行事企画委員会
生徒会主催行事において企画の素案作りから運営管理まで多くの場面において実働的な役割を果たす常設機関。所属を希望する生徒によって構成される。なお秋高三大行事においては、行事企画委員会とは別個に各行事の実行委員会[30] が組織され、総務や行事企画委員会と共同でそれぞれの行事の企画・運営にあたる。

前述の行事のうち、生徒会主催の行事についてはその企画から運営に至るほぼすべてのプロセスを生徒会（特に行事企画委員会）が中心となって進める。当初は専門執行に関する実行委員会への委託業務を除き、生徒会総務がその統括企画業務のすべてを担っていたが、行事規模の拡大や生徒会総務の業務の多様性から、行事に関わる専門集団として1974年（昭和49年度）行事企画委員会が発足し、任意参加ながら多くのスタッフを抱え業務に当たっている。一年間の学校行事の日程を職員生徒合同で決定する「日程調整会議」、また行事の企画にあたっての「職員生徒合同企画委員会」などの場が設けられ、担当する職員と生徒が会議をする。

## 高等学校関係者と組織

### 校内組織
- 学校当局
  - 幹部職員
    - 校長
    - 副校長（2008年（平成20年度）から）[31]

  - 教職員
    - 教頭（1名。副校長職導入前は2名体制）
    - 教諭
    - 実習助手
    - 非常勤講師

  - 事務職員
    - 事務長
    - 事務職員
- 生徒
在校生徒による各組織については「学校生活」節を参照。

### 高等学校関係者組織
- 父母と教師の会
略称PTA。1946年（昭和21年）11月24日父兄会設立。学制改革後の1948年（昭和23年）6月19日改めて父母と教師の会として発足した。会報「たかだい」を発行している[32]。
  - 役員
    - 会長
    - 副会長（3名。うち1名は校長）
    - 会計監査委員（3名）
    - 常任委員（若干名）
    - 委員（若干名）
    - 事務局長

  - 会員
在校生徒の保護者及び在職の教職員。
- 同窓会
1892年（明治25年）4月1日校友会として発足。1915年（大正4年）8月22日同窓会として校友会から独立した[22]。本部のほか、年次別・居住地域別・職域別に支部が組織されている。会報「秋高同窓会だより」を年2回発行している。
  - 役員
    - 会長
    - 副会長（5名。うち1名は校長）
    - 幹事（若干名）
    - 常任理事（若干名）
    - 理事（若干名）
    - 監事（若干名）
    - 顧問（若干名）
    - 参与（若干名）

  - 通常会員
卒業生及び在校したことのある者。
  - 特別会員
在職職員及び職員であったことのある者。

## 施設

### 校地内
- 校舎
秋田市手形中台に移転・新築後、1981年（昭和56年）に理科棟校舎増築、さらに1986年（昭和61年）に新校舎が増築されたため、旧校舎と新校舎が渡り廊下で結ばれ、使用されている。1年生の教室は旧校舎に、2・3年生の教室は新校舎にある。増改築が繰り返されたため校舎内は大変広く複雑な構造になっている。旧校舎の方は備品含め校舎全体が古く、新校舎は秋田杉を活かした明るく開放的な空間が特徴。校長室、教職員室（通称：校務センター）、印刷室、会議室、保健室、事務室、生徒会室、放送室をはじめとした主要機能は新校舎に集中している。学校図書館は独立棟ではなく、校舎内に配置されている。
- 体育館
通称「大体育館」「小体育館」の2つがある。「大体育館」と同一の構造物内には、柔道場、トレーニング室、体育教職員室、音楽室が配置されている。「大体育館」は1961年（昭和36年）の新築後、改修（1982年（昭和57年）6月7日竣工。ステージの新設と柔道場の増築）及び改築（2010年（平成22年）1月8日竣工。耐震強度不足のため）が施されている。「小体育館」は創立90周年記念事業で同窓会員の寄付半額、県費半額により建設されたもので、講堂も兼ねている。
- 格技場（剣道場）
当初は「大体育館」2階に柔道場と併置されていたが、共に狭隘で不便であり、また格技が教育課程の正規科目として取り入れられたこともあり、1974年（昭和49年）剣道場を主目的とした格技場が新築された。
- 弓道場
- 部室棟
- 研修会館（創立100周年記念事業で建設）
部活動や生徒会活動の合宿等に利用される。研修会館開設以来、1階の食堂施設を使用して昼食時には学生食堂が営業されている。2009年（平成21年）3月19日に営業終了したが、2019年4月15日に復活。
- 第2セミナーハウス（創立120周年記念事業で建設）
- 校史資料館（創立120周年記念事業で建設）
- グラウンド等
  - 第1グラウンド
  - 第2グラウンド
  - 野球場
  - 庭球コート
  - 屋内野球練習場（創立110周年記念事業で、建設費の全額を同窓会員の寄付により建設）
- 駐輪場

### その他
- 艇庫（秋田市新屋砂奴寄2の2。秋田運河河岸）